# Павле Цукић
Павле Цукић је био српски војвода из времена Првог и Другог српског устанка.
Павле Цукић је родом из Крчмара, лепеничка кнежина крагујевачке нахије. Цукић је 1812. одлуком Правитељствујушчег совјета, смењен са положаја војводе, због злоупотреба у вршењу дужности. Пошто се одметнуо за њим и за Петром Николајевићем Молером расписана је државна потерница са смртном пресудом. Пошто се предао добио је опроштај, али је дошао у неспоразум са новопостављеним војводом на истој кнежини Милошем Сарановцем.
Након неспоразума и буне против кнеза Милоша, војвода Павле Цукић убијен је у Рогачи код Сопота, где је и сахрањен. Надгробни споменик војводе Павла Цукића 1987. године је утврђен за споменик културе (СК 229, ЦР 808), док је у потпуности обновљен 2006.
Војвода Павле Цукић два пута се женио. Односно имао је две жене, једну која је била у емиграцији у Срему и другу у Србији. Касније су обе живеле у његовој кући заједно и после његове смрти. Из првог брака је имао кћерку Персиду, чији је унук Радоје Домановић, књижевник. Павле Цукић није имао синове од својих законитих жена. Војвода Павле Цукић имао је ванбрачног сина кога је усинио Петра Лазаревића Цукића, који је са Аном, кћерком војводе Петра Николајевића Молера имао сина Косту Цукића, министра финансија. Друга жена, удовица војводе Павла Цукића, у другом браку са капетаном Стеваном Пироћанцем добила је сина Милана Пироћанца, државника, председника 31. владе Србије.